# Reiterstandbild Welf VI.

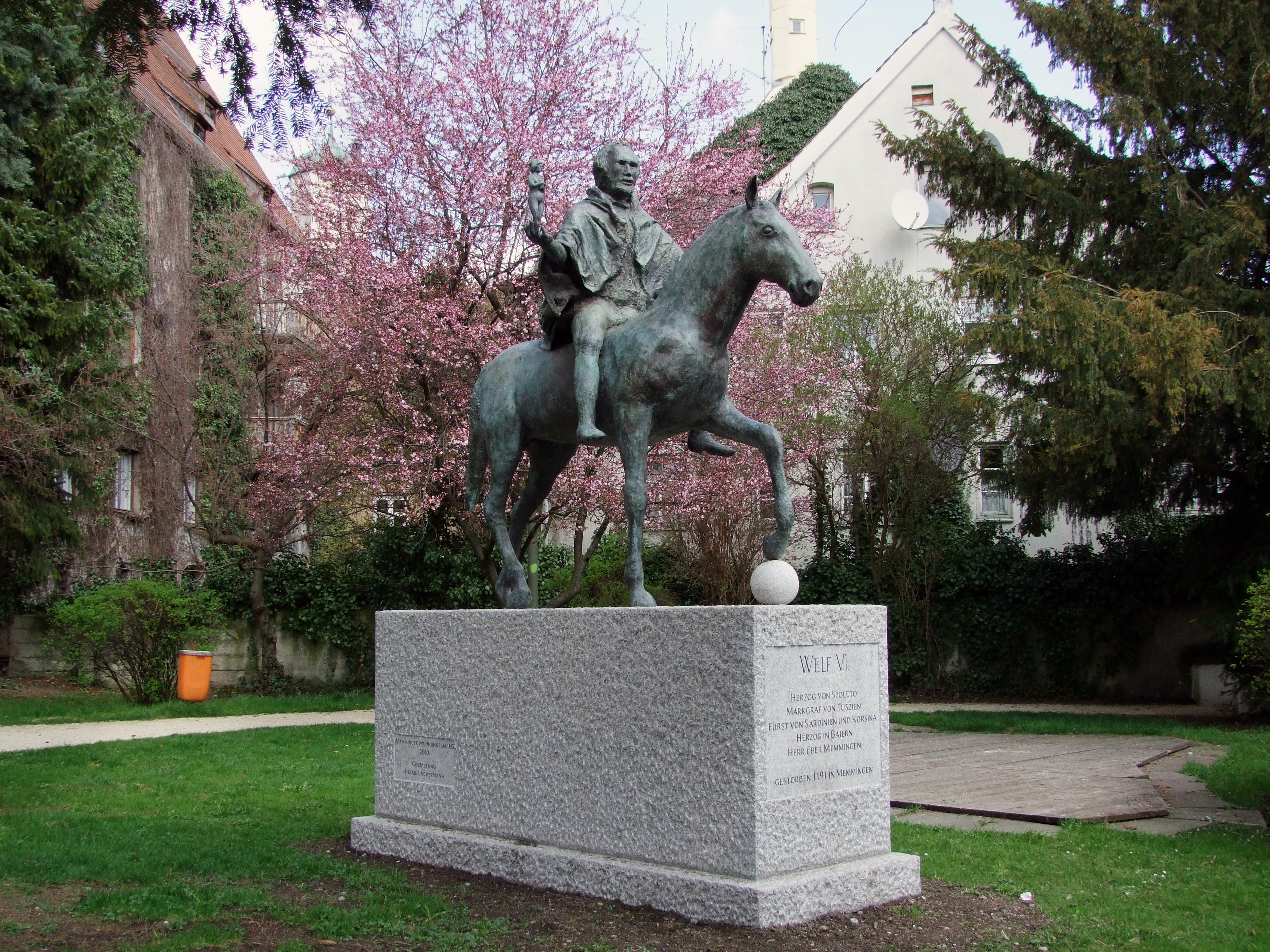
Reiterstandbild Welf VI. im Fuggergarten

Das Reiterstandbild Welf VI. ist ein im Jahre 2010 von Helmut Ackermann geschaffenes Kunstwerk, das am 13. Dezember 2010 in dem zum Fuggerbau dazugehörigen Fuggergarten am Schweizerberg in Memmingen aufgestellt wurde. Es ist das einzige Reiterstandbild in Memmingen.

## Kunstwerk
Das erste Modell des Pferdes erstellte der Künstler im Jahre 2003. Erst später entstand die Idee mit dem am 15. Dezember 1191 in Memmingen verstorbenen Welf VI., Markgraf der Toskana und Widersacher Konrad III. als Reiterdenkmal. Der Reiter und sein Pferd wurden in einer Gießerei in Straubing gegossen. Das Piedestal des Standbildes schuf der Memminger Steinmetz Ludwig Schütz. Von dem Memminger Künstler Helmut Ackermann sind weitere Kunstwerke in der Stadt aufgestellt.
Welf VI. ist in der Pose des Reiters dargestellt. Unter dem rechten Huf seines Pferdes befindet sich eine Weltkugel. In der rechten Hand des Herzogs befindet sich eine kleine Figur einer nackten Frau. Mit seiner Gemahlin Uta von Schauenburg verband ihn nicht viel. In der Historia Welforum heißt es: „seine Liebe zu ihr war gering, er zog den Verkehr mit anderen Frauen vor.“ Welf VI. wandte sich anderen Zielen zu, veräußerte seinen Besitz an seinen Neffen, den späteren Kaiser Friedrich I. Barbarossa, von welchem er den Besitz als Lehen wieder zurückerhielt. Mildtätigkeit und Kunstsinn prägten seine letzten Jahre, was ihm den Beinamen der milde einbrachte. Das Reiterstandbild wurde von der kommunalen Memminger Wohnungsbaugesellschaft gestiftet. Am 13. Dezember 2010 enthüllte Oberbürgermeister Ivo Holzinger das Denkmal.
Auf dem Sockel des Denkmals steht

„Welf VI.

Herzog von Spoleto

Markgraf von Tuszien

Fürst von Sardinien und Korsika

Herzog in Baiern

Herr über Memmingen

Gestorben 1191 in Memmingen“

## Kritik
Das Denkmal steht auf dem vermuteten Platz der ehemaligen Welfenburg. Ein Teil der Bevölkerung kritisierte dessen Errichtung auf einem unbekannten, nicht einsehbaren Platz und regte die Versetzung des Standbildes auf einen repräsentativen an.